# 希普斯普林斯 (新墨西哥州)
希普斯普林斯（英語：Sheep Springs）是位於美國新墨西哥州聖胡安縣的普查規定居民點。

## 人口
根據2020年美國人口普查的數據，希普斯普林斯的面積為13.28平方千米，皆為陸地。當地共有人口262人，而人口密度為每平方千米19.73人。